# Never Give a Sucker an Even Break
Never Give a Sucker an Even Break (titlu original: Never Give a Sucker an Even Break) este un film american de comedie din 1941 regizat de Edward F. Cline. În rolurile principale joacă actorii W.C. Fields și Gloria Jean.

## Distribuție
- W.C. Fields - The Great Man, W.C. Fields/Uncle Bill
- Gloria Jean - His Niece, Gloria Jean
- Leon Errol - His Rival, Leon
- Billy Lenhart - Heckler (as Butch)
- Kenneth Brown - Heckler (as Buddy)
- Anne Nagel - Madame Gorgeous
- Margaret Dumont - Mrs. Hemogloben
- Susan Miller - Ouliotta Delight Hemogloben
- Franklin Pangborn - The Producer, Mr. Pangborn
- Mona Barrie - The Producer's Wife, Mrs. Pangborn
- Carlotta Monti (Fields' real-life girlfriend/companion) - recepționer

Nemenționați:
- Irving Bacon - the soda jerk
- Leon Belasco - Gloria Jean's accompanist
- Dave Willock - Johnson, the movie director
- Jack Lipson - the Russian plane passenger
- Minerva Urecal - Mrs. Pastromi, the cleaning woman
- Jody Gilbert - Tiny, the waitress
- Emmett Vogan and Charles Lang - engineers
- Kay Deslys - the matron visiting the hospital
- Michael Visaroff - a Russian peasant